# Robert Jelinek (musiker)
Robert Jelinek, född  15 december 1965 i Tjeckoslovakien, är en svensk musiker. Han var sångare, gitarrist och frontfigur i det svenska bandet The Creeps fram till 1997.
Under 2001 sjöng han med bandet The Hats under Kalasturnén, men har därefter bara uppträtt sporadiskt. Han arbetar numera med beställningsmusik, som en del av Soundbox.
År 2007 sjöng Jelinek duett med Shirley Clamp på ledmotivet till TV-serien Lite som du.